# Georgië op de Olympische Zomerspelen 2012
Georgië nam deel aan de Olympische Zomerspelen 2012 in Londen, Verenigd Koninkrijk.

## Medailleoverzicht
| Sport     | Olympiër                  | Onderdeel                | Medaille |
| --------- | ------------------------- | ------------------------ | -------- |
| Judo      | Lasja Sjavdatoeasjvili    | -66kg (m)                | Goud     |
| Worstelen | Revaz Lasjkhi             | -60kg Grieks-Romeins (m) | Zilver   |
| Worstelen | Vladimer Chintsjegasjvili | -55kg vrije stijl (m)    | Zilver   |
| Worstelen | Davit Modzmanasjvili      | -120kg vrije stijl (m)   | Zilver   |
| Worstelen | Manoetsjar Tschadaia      | -66kg Grieks-Romeins (m) | Brons    |
| Worstelen | Dato Marsagisjvili        | -84kg vrije stijl (m)    | Brons    |
| Worstelen | Giorgi Gogsjelidze        | -96kg vrije stijl (m)    | Brons    |

## Deelnemers en resultaten
(m) = mannen, (v) = vrouwen

### Atletiek
| Olympiër             | Onderdeel             | Resultaat | Prestatie                                 |
| -------------------- | --------------------- | --------- | ----------------------------------------- |
| David Ilariani       | 110m horden (m)       | 40e       | serie 1: 8ste in 13,90                    |
| Maciej Rosiewicz     | 50km snelwandelen (m) | 44e       | 4:05.20                                   |
| Boleslav Schirtladze | verspringen (m)       | 35e       | kwalificatie groep A: 19de met 7,26m      |
|                      |                       |           |                                           |
| Maiko Gogoladze      | verspringen (v)       | DNF       | kwalificatie groep A: geen geldige sprong |

### Boksen
| Olympiër        | Onderdeel | Resultaat | Prestatie                                |
| --------------- | --------- | --------- | ---------------------------------------- |
| Merab Toerkadze | -56kg (m) | 17e       | 1ste ronde: V van ALG Ouadahi: walk-over |

### Boogschieten
| Olympiër         | Onderdeel       | Resultaat | Prestatie                                                                                                 |
| ---------------- | --------------- | --------- | --- |
| Kristine Eseboea | individueel (v) | 17e       | plaatsingsronde: 34ste met 642 punten 1ste ronde: W van CHI van Lamoen: 6-0 2de ronde: V van KOR Lee: 2-6 |

### Gewichtheffen
| Olympiër           | Onderdeel  | Resultaat | Prestatie                                                   |
| ------------------ | ---------- | --------- | ----------------------------------------------------------- |
| Rauli Tsirekidze   | -85kg (m)  | DSQ       | trekken: 10de met 162kg stoten: 2de met 200kg totaal: 362kg |
| Gia Matsjavariani  | -105kg (m) | -         | trekken: 2de met 185kg stoten: geen geldige poging          |
| Irakli Toermanidze | +105kg (m) | 5e        | trekken: 4de met 201kg stoten: 5de met 232kg totaal: 433kg  |

### Gymnastiek
| Olympiër      | Onderdeel      | Resultaat  | Prestatie                                                          |
| Trampoline    | Trampoline     | Trampoline | Trampoline                                                         |
| ------------- | -------------- | ---------- | ------------------------------------------------------------------ |
| Luba Golovina | trampoline (v) | 7e         | kwalificatie: 6de met 101,740 punten finale: 7de met 52,925 punten |

### Judo
| Olympiër               | Onderdeel  | Resultaat | Prestatie |
| ---------------------- | ---------- | --------- | --- |
| Betkili Sjoekvani      | -60kg (m)  | 17e       | 1ste ronde: W van AUS Dickins: ippon 2de ronde: V van FRA Milous: ippon |
| Lasja Sjavdatoeasjvili | -66kg (m)  | Goud      | 1ste ronde: vrij 2de ronde: W van CHI Zuniga: ippon 3de ronde: W van FRA Larose: ippon kwartfinale: W van GBR Oates: ippon halve finale: W van JPN Ebinuma: ippon finale: W van HUN Ungvari: yuko |
| Noegzar Tatalasjvili   | -73kg (m)  | 33e       | 1ste ronde: V van KOR Wang: yuko |
| Avtandil Tsjrikisjvili | -81kg (m)  | 9e        | 1ste ronde: vrij 2de ronde: W van CRO Marijanovic: waza-ari 3de ronde: V van USA Stevens: ippon                                                                                                   |
| Varlam Liparteliani    | -90kg (m)  | 9e        | 1ste ronde: W van CMR Dolassem: waza-ari 2de ronde: V van AUS Anthony: waza-ari |
| Levan Zjorzjoliani     | -100kg (m) | 9e        | 1ste ronde: W van ROU Brata waza-ari 2de ronde: V van AZE Gasimov: yuko |
| Adam Okroeasjvili      | +100kg (m) | 17e       | 1ste ronde: vrij 2de ronde: V van GER Tölzer: waza-ari |

### Schietsport
| Olympiër         | Onderdeel            | Resultaat | Prestatie                                        |
| ---------------- | -------------------- | --------- | ------------------------------------------------ |
| Nino Saloekvadze | 10m luchtpistool (v) | 33e       | kwalificatie: 33ste met 376 punten (93-95-92-96) |
| Nino Saloekvadze | 25m pistool (v)      | 15e       | kwalificatie: 15de met 581 punten (289-292)      |

### Tennis
| Olympiër                                 | Onderdeel      | Resultaat | Prestatie                                                                           |
| ---------------------------------------- | -------------- | --------- | ----------------------------------------------------------------------------------- |
| Anna Tatishvili                          | enkelspel (v)  | 17e       | 1ste ronde: W van LIE Vogt: 6-2, 6-0 2de ronde: V van RUS Petrova: 3-6, 7-6(5), 2-6 |
| Margalita Tsjachnasjvili Anna Tatishvili | dubbelspel (v) | 17e       | 1ste ronde: V van SLO Klepac/Srebotnik: 6-7(0), 6-3, 2-6                            |

### Wielersport
| Olympiër         | Onderdeel        | Resultaat | Prestatie      |
| ---------------- | ---------------- | --------- | -------------- |
| Giorgi Nadiradze | wegwedstrijd (m) | DNF       | niet gefinisht |

### Worstelen
| Olympiër                  | Onderdeel   | Resultaat   | Prestatie |
| Vrije stijl               | Vrije stijl | Vrije stijl | Vrije stijl |
| ------------------------- | ----------- | ----------- | --- |
| Vladimer Chintsjegasjvili | -55kg (m)   | Zilver      | kwalificatie: W van EGY Farag: 3-1 1ste ronde: W van BUL Velikov: 3-1 kwartfinale: W van IND Kumar: 3-1 halve finale: W van JPN Yumoto: 3-1 finale: V van RUS Otarsultanov= 1-3 |
| Malchaz Zarkoea           | -60kg (m)   | 9e          | kwalificatie: vrij 1ste ronde: W van UKR Fedoryshyn: 3-0 kwartfinale: V van USA Scott: 0-5                                                                                      |
| Otar Toesjisjvili         | -66kg (m)   | 12e         | kwalificatie: vrij 1ste ronde: V van UZB Navruzov: 1-3 |
| Davit Choetsisjvili       | -74kg (m)   | 7e          | kwalificatie: W van MGL Önörbat: 3-1 1ste ronde: W van GBS Midana: 3-1 kwartfinale: V van RUS Tsargush: 0-3                                                                     |
| Dato Marsagisjvili        | -84kg (m)   | Brons       | kwalificatie: vrij 1ste ronde: W van MGL Üitümen: 3-1 kwartfinale: V van PUR Espinal: 1-3 herkansingen: W van NGR Dick: 5-0 bronzen finale: W van BLR Gattsiev: 3-1             |
| Giorgi Gogsjelidze        | -96kg (m)   | Brons       | kwalificatie: vrij 1ste ronde: W van EGY Emara: 5-0 kwartfinale: W van MDA Ceban: 3-0 halve finale: V van USA Varner: 0-3 bronzen finale: W van UZB Kurbanov: 3-1               |
| Davit Modzmanasjvili      | -120kg (m)  | Zilver      | kwalificatie: vrij 1ste ronde: W van MEX Ruiz: 3-0 kwartfinale: W van KAZ Shabanbay: 3-0 halve finale: W van RUS Makhov: 3-1 finale: V van UZB Taymazov: 0-3                    |
| Grieks-Romeins            |             |             | |
| Revaz Lasjchi             | -60kg (m)   | Zilver      | kwalificatie: vrij 1ste ronde: W van EGY Abdelmoneim: 3-0 kwartfinale: W van RUS Kuramagomedov: 3-0 halve finale: W van AZE Aliyev: 3-1 finale: V van IRI Norouzi: 0-3          |
| Manuchar Tskhadaia        | -66kg (m)   | Brons       | kwalificatie: vrij 1ste ronde: W van SUI Strebel: 3-0 kwartfinale: W van EGY El-Gharably: 3-0 halve finale: V van HUN Lorincz: 0-3 bronzen finale: W van GER Stäbler: 3-0       |
| Zoerab Datoenasjvili      | -74kg (m)   | 7e          | kwalificatie: W van KOR Kim: 3-0 1ste ronde: W van USA Provisor: 3-0 kwartfinale: V van AZE Ahmadov: 1-3                                                                        |
| Vladimer Gegesjidze       | -84kg (m)   | 5e          | kwalificatie: vrij 1ste ronde: W van AZE Tahmasebi: 3-1 kwartfinale: W van UKR Rachyba: 3-1 halve finale: V van RUS Khugayev: 0-3 bronzen finale: V van KAZ Gadzhiyev: 1-3      |
| Soso Dzjabidze            | -96kg (m)   | 13e         | kwalificatie: vrij 1ste ronde: V van BUL Guri: 1-3 |
| Goeram Perselidze         | -120kg (m)  | 5e          | kwalificatie: vrij 1ste ronde: W van CHI Ayub: 3-0 kwartfinale: V van CUB Lopez: 0-3 herkansingen: W van EGY El-Trabely: 3-1 bronzen finale: V van TUR Kayaalp: 0-3             |

### Zwemmen
| Olympiër         | Onderdeel           | Resultaat | Prestatie                |
| ---------------- | ------------------- | --------- | ------------------------ |
| Irakli Bolkvadze | 200m schoolslag (m) | 28e       | serie 1: 1ste in 2.15,86 |

Afghanistan · Albanië · Algerije · Amerikaanse Maagdeneilanden · Amerikaans-Samoa · Andorra · Angola · Antigua en Barbuda · Argentinië · Armenië · Aruba · Australië · Azerbeidzjan · Bahama's · Bahrein · Bangladesh · Barbados · België · Belize · Benin · Bermuda · Bhutan · Bolivia · Bosnië en Herzegovina · Botswana · Brazilië · Britse Maagdeneilanden · Brunei · Bulgarije · Burkina Faso · Burundi · Cambodja · Canada · Centraal-Afrikaanse Republiek · Chili · China · Chinees Taipei · Colombia · Comoren · Congo-Brazzaville · Congo-Kinshasa · Cookeilanden · Costa Rica · Cuba · Cyprus · Denemarken · Djibouti · Dominica · Dominicaanse Republiek · Duitsland · Ecuador · Egypte · El Salvador · Equatoriaal-Guinea · Eritrea · Estland · Ethiopië · Fiji · Filipijnen · Finland · Frankrijk · Gabon · Gambia · Georgië · Ghana · Grenada · Griekenland · Groot-Brittannië · Guam · Guatemala · Guinee · Guinee‑Bissau · Guyana · Haïti · Honduras · Hongarije · Hongkong · Ierland · IJsland · India · Indonesië · Irak · Iran · Israël · Italië · Ivoorkust · Jamaica · Japan · Jemen · Jordanië · Kaaimaneilanden · Kaapverdië · Kameroen · Kazachstan · Kenia · Kirgizië · Kiribati · Koeweit · Kroatië · Laos · Lesotho · Letland · Libanon · Liberia · Libië · Liechtenstein · Litouwen · Luxemburg · Macedonië · Madagaskar · Malawi · Maldiven · Maleisië · Mali · Malta · Marshalleilanden · Marokko · Mauritanië · Mauritius · Mexico · Micronesië · Moldavië · Monaco · Mongolië · Montenegro · Mozambique · Myanmar · Namibië · Nauru · Nederland · Nepal · Nicaragua · Nieuw-Zeeland · Niger · Nigeria · Noord-Korea · Noorwegen · Oeganda · Oekraïne · Oezbekistan · Oman · Oostenrijk · Oost-Timor · Pakistan · Palau · Palestina · Panama · Papoea-Nieuw-Guinea · Paraguay · Peru · Polen · Portugal · Puerto Rico · Qatar · Roemenië · Rusland · Rwanda · Saint Kitts en Nevis · Saint Lucia · Saint Vincent en Grenadines · Salomonseilanden · Samoa · San Marino · Sao Tomé en Principe · Saoedi-Arabië · Senegal · Servië · Seychellen · Sierra Leone · Singapore · Slovenië · Slowakije · Soedan · Somalië · Spanje · Sri Lanka · Suriname · Swaziland · Syrië · Tadzjikistan · Tanzania · Thailand · Togo · Tonga · Trinidad en Tobago · Tsjaad · Tsjechië · Tunesië · Turkije · Turkmenistan · Tuvalu · Uruguay · Vanuatu · Venezuela · Verenigde Arabische Emiraten · Verenigde Staten · Vietnam · Wit-Rusland · Zambia · Zimbabwe · Zuid-Afrika · Zuid-Korea · Zweden · Zwitserland · Onafhankelijke atleten